# Tan Tock Seng
Tan Tock Seng (chinês: 生 篤 生; pinyin: Chén Dǔshēng; Pe̍h-ōe-jī: Tân Tok-seng; 1798-1850) era um comerciante e filantropo de Singapura que atuava como Capitão Chinês de Singapura (posição de alto escalão do governo na administração civil. nomeado pelo governo chefe da comunidade chinesa). O Hospital Tan Tock Seng e o Jalan Tan Tock Seng têm o nome dele.

## Biografia
Nascido em Malaca em 1798, pai de imigrantes de Fujian [província da China] e mãe de Peranakan, Tan Tock Seng veio de origens humildes. Em 1819, Tan se mudou para Singapura para vender frutas, vegetais e aves. Ele trabalhou diligentemente e se tornou um empresário notável. Ele ficou famoso por contribuir com dinheiro para construir um hospital chamado "Hospital Tan Tock Seng", pois viu muitas pessoas pobres e doentes.
Tan também possuía grandes extensões de terrenos privilegiados, incluindo 200.000 m² no local da estação ferroviária e outro lote que se estende desde Padang até High Street e Tan Road. Seus outros bens eram um quarteirão de lojas, um pomar e uma plantação de noz-moscada, que ele co-possuía com o irmão. Com o tempo, ele se tornou um influente líder chinês e foi o primeiro asiático a ser nomeado juiz de paz pelo governador Butterworth. Ele era hábil em resolver disputas entre os chineses e estava acostumado a custear as despesas de enterrar chineses pobres. Em 1844, ele contribuiu com US $ 5.000 para a construção do Hospital Tan Tock Seng, no topo de Pearl's Hill. Mais tarde, o hospital foi transferido para a estrada Jln Tan Tock Seng, porque o prédio em Pearl's Hill era pequeno demais para atender pacientes suficientes e era velho demais. Tan também contribuiu com dinheiro para a construção do Templo Taoísta Thian Hock Keng em Telok Ayer em 1842, local de culto apenas para os colonos de Fujian, China.

## Legado
Tan morreu em 1850 aos 52 anos, depois de pegar uma doença desconhecida. Ele deixou sua esposa Lee Seo Neo, que possuía uma grande propriedade de coco em Geylang. Como ele, ela era inconstante em seu apoio ao hospital e pagou por uma ala feminina. Ele também deixou para trás três filhas, e cada uma recebeu R$ 36.000 em dinheiro. Uma de suas filhas casou-se com Lee Cheng Tee, um dos sócios principais da Cheng-Tee Watt-Seng & Co., armadores. Seus três filhos (Tan Kim Ching, Tan Teck Guan e Tan Swee Lim) herdaram seus lotes de terras e o mais velho, Tan Kim Ching, assumiu o dever de cuidar do hospital. O neto de Tan, Tan Chay Yan, foi um conhecido filantropo e comerciante na Malásia.